# Spacewar!
Spacewar! è un videogioco sparatutto per computer PDP-1, realizzato principalmente da Steve "Slug" Russell tra il 1961 e il 1962, e in seguito modificato e arricchito da altre persone.
Sebbene non sia il primo videogioco della storia (altri esperimenti come OXO e Tennis for Two sono stati realizzati nel decennio precedente), Spacewar! è stato il primo a presentare un mondo dotato di regole fisiche, con situazioni variabili e completamente in tempo reale.
Spacewar! è stato dichiarato uno dei dieci videogiochi più importanti di sempre da Henry Lowood della Stanford University, nel marzo del 2007.

## Modalità di gioco
Essendo Spacewar! privo di intelligenza artificiale, non è possibile giocarvi se non scontrandosi contro un altro avversario umano: ognuno dei due giocatori controlla un'astronave, caratterizzate da forme differenti, che possono muoversi accelerando e ruotando in senso orario e antiorario. Vince il round il primo che riesce a colpire l'avversario con un missile. Inizialmente era possibile giocare utilizzando gli interruttori posti sulla console del PDP-1, ma l'intrinseca scomodità portò Alan Kotok e Bob Saunders a costruire quello che sarebbe stato il primo joystick della storia, utilizzando scarti di materiale elettrico derivato dal club di modellismo ferroviario dell'università.

## Sviluppo
Spacewar! è stato programmato principalmente da Steve Russel, insegnante al MIT. Mentre scriveva una applicazione matematica, scoprì casualmente una funzione che disegnava, sullo schermo del PDP-1, elaborate forme ellittiche. Grazie alle funzioni di seno e coseno della DEC, Russel scrisse una versione "base" del gioco in circa tre mesi: questa è stata, in seguito, soggetta a diverse migliorie e aggiunte da parte di amici e colleghi.

Parte del codice che indica la posizione delle stelle.

Una delle prime implementazioni venne inserita da Shawn Garetz. Questo, come altri membri del MIT, era un accanito lettore di romanzi di fantascienza dello scrittore statunitense "Doc" Smith, dove si poteva leggere di come i "pirati spaziali" potessero usufruire di misteriose "gallerie iperspaziali" per raggiungere immediatamente diversi punti nella galassia. Decise così di fare in modo che, con la pressione di un tasto, la navetta andasse in iperspazio, cioè che scomparisse dal punto dov'era in quell'istante per riapparire in un punto casuale della schermata.

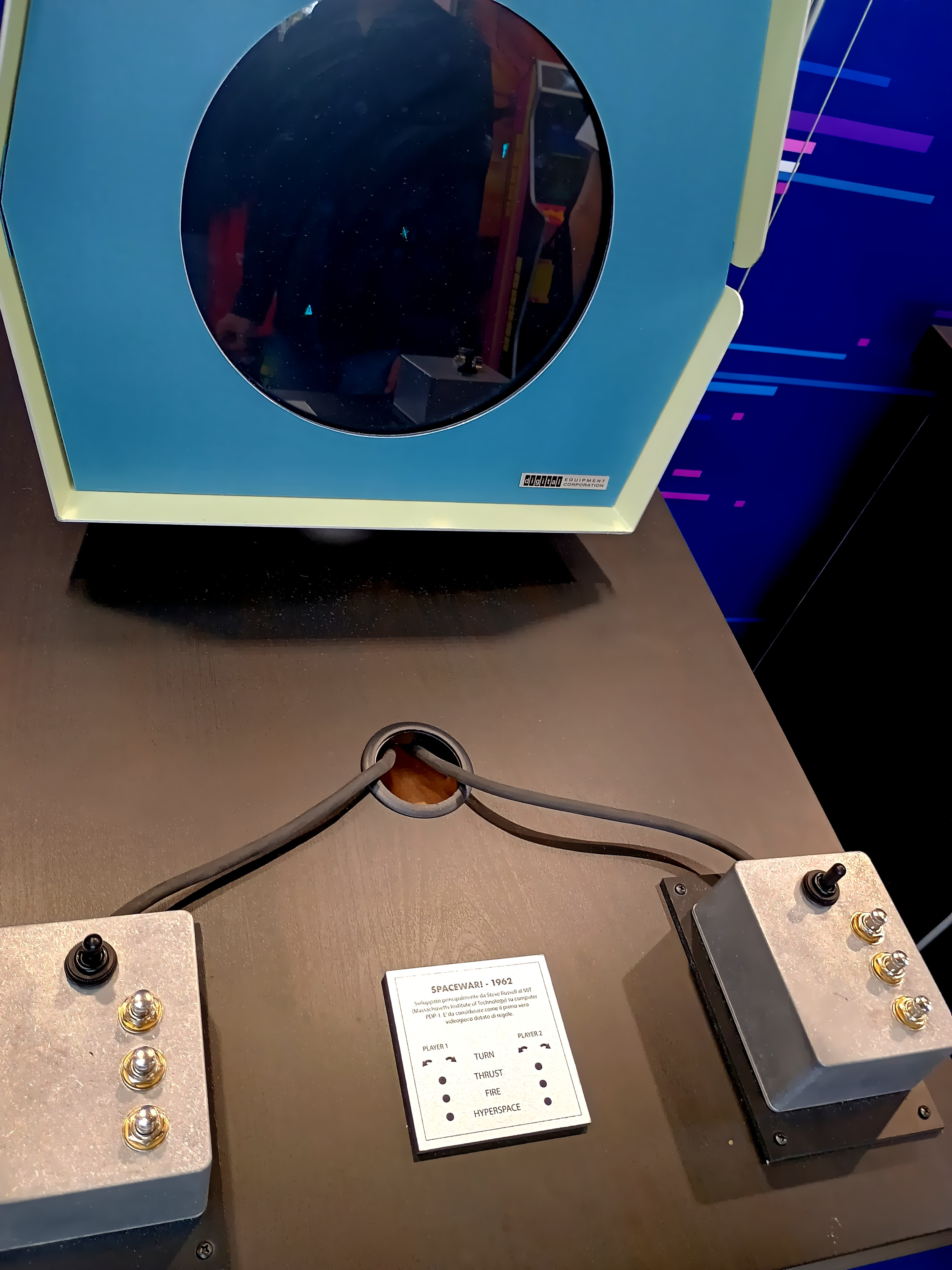
Videogioco Spacewar! rappresentato nella sua completezza hardware

Una seconda, importante modifica è stata quella di Dan Ewards, che inserì un corpo celeste al centro dello schermo. Questo, dotato di una sua gravità, attira verso di sé l'astronave distruggendola, costringendo il giocatore a continue manovre per evitarne la collisione.
Altra aggiunta, questa volta puramente estetica, è stata quella da parte di Peter Samson, che giudicava interessante il gioco ma non apprezzava la casualità della volta celeste sullo sfondo: programmò così il gioco in modo tale che riproducesse la reale posizione e luminosità delle stelle visibili da una persona posta sull'equatore. Questa versione venne scherzosamente soprannominata Expensive Planetarium (planetario costoso).
Modifiche minori includono un contatore di punteggio in ottale, un fattore di accelerazione delle navi e la possibilità di sparare più di un missile alla volta.

## Versioni
Esistono diversi videogiochi arcade ispirati a Spacewar!: Galaxy Game e Computer Space, del 1971, e Space Wars, del 1977: quest'ultimo fu quello che ottenne il maggiore successo commerciale. Esistono anche versioni commerciali per Atari 2600, Amiga e Vectrex, oltre che a progetti open source come KSpaceDuel.

## Spacewar!oggi

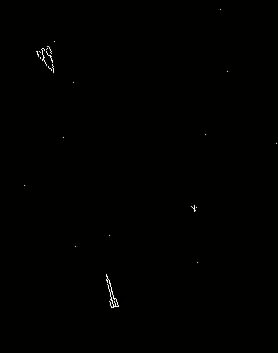
Un'immagine di Spacewar! in Java

Ad oggi è possibile vedere Spacewar! sull'unico PDP-1 funzionante, situato al Computer History Museum a Mountain View, California. È inoltre possibile giocarci attraverso alcuni emulatori, come MESS; ne esiste uno scritto sotto forma di applet Java, appositamente dedicato al gioco.